# ییندژیخ ماتیاش تورن
ییندژیخ ماتیاش تورن (چکی: Jindřich Matyáš Thurn; ۲۴ فوریهٔ ۱۵۶۷ – ۲۶ ژانویهٔ ۱۶۴۰) یکی از رهبران پروتستان‌ها در قیام بوهم علیه فردیناند دوم، امپراتور مقدس روم بود. او در رویدادهایی که منجر به جنگ سی‌ساله شد شرکت کرد و پس از جنگ به عنوان فرمانده نظامی و دیپلمات در خدمت سوئد بود. تورن در استونی تحت سلطه سوئد زندگی میکرد.